# I-320
I-320 (ros. И-320), "samolot R" – radziecki odrzutowy myśliwiec przechwytujący, skonstruowany w 1949 w biurze konstrukcyjnym MiG, który pozostał w stadium prototypu. 

## Historia
W marcu 1947 Rada Ministrów ZSRR zleciła trzem biurom konstrukcyjnym, w tym Mikojana i Gurewicza (MiG) zaprojektowanie dwumiejscowego myśliwca przechwytującego wyposażonego w hermetyzowaną kabinę i stację radiolokacyjną. W celu zapewnienia odpowiednich osiągów, konstruktorzy zdecydowali użyć do napędu dwóch silników RD-45F (radziecka kopia Rolls-Royce Nene). Z powodu dużej średnicy silników ze sprężarką odśrodkową, uniemożliwiającej umieszczenie ich pod skrzydłami lub w kadłubie obok siebie, zdecydowano umieścić je w kadłubie jeden za drugim, W efekcie powstały trzy podobne samoloty: I-320 biura MiG, Su-15 Suchoja i „200” Ławoczkina. I-320 miał, podobnie jak Su-15, silniki w dwóch poziomach, z dyszą przedniego silnika pod środkową częścią kadłuba i wyraźnym uskokiem kadłuba (w układzie redanowym). Ogólna sylwetka, umieszczenie kabiny załogi nad dyszą przedniego silnika i okrągły przekrój kadłuba, stwarzały z kolei podobieństwo do Ła-200.
Pierwszy prototyp samolotu I-320, oznaczony R-1, oblatano 16 kwietnia 1949. Mimo ogólnie niezłych własności lotnych, konstrukcja jednak stwarzała problemy przy większych szybkościach. W efekcie, w listopadzie 1949 próby przerwano i samolot przekazano instytutowi NII-17, zajmującemu się rozwojem stacji radiolokacyjnej Torij-A celem prowadzenia badań w locie stacji i jej prób państwowych, których jednak nie przeszła. 
Zbudowano następnie i oblatano w grudniu 1949 drugi ulepszony prototyp R-2, wyposażony w mocniejsze silniki WK-1. Wprowadzono w nim drobne poprawki, między innymi podwyższono miejsca załogi i osłonę kabiny w celu poprawy widoczności, zainstalowano też instalację przeciwoblodzeniową. Od 20 września 1950 prowadzono próby państwowe drugiego prototypu, ponownie jednak stwierdzono problemy z poprzeczną statecznością na dużych prędkościach (Ma 0,89) i skierowano samolot do przeróbek. Pod koniec 1950 prototyp R-2 otrzymał nowe wzmocnione skrzydła z integralnymi zbiornikami paliwa i trzema prowadnicami strug powietrza. Zainstalowano na nim także nowszą stację radiolokacyjną Korszun. W niektórych źródłach przebudowany prototyp nazywany jest R-3. Mimo ulepszeń, zachowanie samolotu w locie w dalszym ciągu jednak nie było zgodne z oczekiwaniami. Ponadto, podczas prób wybuchł w lufie nabój od działka, uszkadzając nos samolotu. Ostatecznie, I-320 zakończył próby państwowe 23 kwietnia 1951, lecz nie został zaaprobowany do produkcji.

## Opis konstrukcji
Dwusilnikowy średniopłat o konstrukcji całkowicie metalowej i skośnych skrzydłach, w układzie klasycznym. Skrzydła o kącie skosu krawędzi natarcia 37° i wznosie ujemnym -3°, wyposażone w klapy i lotki, po modyfikacji także w przerywacze. Na każdym ze skrzydeł dwie kierownice strug powietrza (R-2 po modyfikacji - trzy). Usterzenie klasyczne, skośne; usterzenie poziome zamocowane w połowie wysokości statecznika. 
Kadłub o konstrukcji półskorupowej. Z przodu okrągły wlot powietrza do silników, z małym kołpakiem osłony radaru w górnej części wlotu. Kabina załogi hermetyzowana, w środkowej części kadłuba, nad przednim silnikiem. Kabina z dwoma miejscami obok siebie, zakryta oszkloną kilkuczęściową osłoną z dwoma płaskimi przednimi szybami pancernymi grubości 105 mm. Pierwszy silnik odrzutowy umieszczony w przedniej części kadłuba, z dyszą pod środkową częścią kadłuba. Drugi silnik w tylnej części kadłuba, równolegle do jego osi, z dyszą na końcu kadłuba. Po bokach ogonowej części kadłuba hamulce aerodynamiczne w formie odchylanych klap. Podwozie samolotu trójpodporowe z pojedynczymi kołami, golenie główne chowane do skrzydeł, goleń przednia do kadłuba. 
Napęd: 2 silniki turboodrzutowe ze sprężarką odśrodkową Klimow RD-45F ciągu 2270 kg (R-1) lub Klimow WK-1 o ciągu 2700 kg (R-2). Paliwo w dwóch zbiornikach w kadłubie, pojemności 3175 l (R-1), w R-2 zwiększony zapas. Można było podwiesić pod skrzydłami dodatkowe zbiorniki paliwa.
Uzbrojenie: 3 działka 37 mm N-37, w dolnej przedniej części kadłuba. Zapas amunicji 50 sztuk na działko (R-2 - 60 sztuk). 
Wyposażenie: Stacja radiolokacyjna Torij-A, następnie Korszun w przedniej części kadłuba. Radiostacja RSIU-3, radiokompas ARK-5, urządzenie zapytujące Magnij-M i odpowiadające Barij-M systemu identyfikacji swój-obcy, radiowysokościomierz RW-2.